# 戴國士
戴國士（？—1649年），字初士，號蒨園，江西新昌縣宣風鄉人。明末清初政治人物。

## 生平
天啓七年（1627年）丁卯科江西鄉試舉人。得巡撫解學龍賞識。崇禎十三年（1640年），學龍因薦黃道周被逮，戴國士運作營救，以清流自譽。
清軍破南昌，戴國士降，任湖廣辰沅兵備道。永曆二年（清順治五年，1648年），見江西金聲桓反清，又舉沅州反正，竟上疏求官，欲與袁彭年、曹燁比肩。中旨斥責，經彭年力保，擢都察院僉都御史、巡撫偏沅。永曆三年（清順治六年，1649年），再降清，辯解稱之前投明僅為緩兵之計，以保全土地人民。不久被殺，全家籍沒。

## 引用
1. ↑  《南明史》誤作第一。
2. ↑  清乾隆五十八年增修本《新昌縣志·卷之十一》：天啓七年 戴國士，字初士，號蒨園，宣風鄉人。任湖南辰沅兵備道。
3. ↑  《南明史·卷一百十九·列傳第九十五·畔臣二》